# بيتر بينيسن
بيتر بينيسن (بالإنجليزية: Peter Benenson)، كان سياسيا من حزب العمال، ومحام إنجليزيا، ومؤسس منظمة العفو الدولية. ولد في 21 يوليو سنة 1921 في مدينة أكسفورد في عائلة يهودية، وتوفي في 25 فبراير من سنة 2005، وهو الابن الوحيد لـهارولد سولومون وفلور بينيسن. كان يعمل أباه في القوات المسلحة وتوفي وهو ابن التسعة أعوام، وعند بلوغه الحادية عشر، اتفق مع أصدقاءه على إنشاء صناديق لمساعدة الأطفال الأيتام من ضحايا الحروب الاهلية، واتخذ من بينيسن لقبا له إشادة إلى جده لأمه غريغوري بينيسن، وانتقل بعد مدة إلى جامعة باليول في أكسفورد، لكن الحرب العالمية الثانية كانت عائقا لمواصلة دراسته.
من 1941 إلى 1945 عمل في بلاتشلاي بارك وهو منزل كان مقر الاستخبارات البريطانية خلال الحرب العالمية الثانية. تعرف بينيسن على زوجته الأولى مارغريت أندريسون. بدأ ممارسة عمله كمحام قبل أن ينضم إلى حزب العمال. وفي سنة 1957 أسس مع مجموعة من المحامين «العدالة» وهي منظمة للدفاع عن حقوق الإنسان. وفي عام 1958 اتخذ الكاثوليكية ديانة له، مرض بينيسن ودخل المستشفى في إيطاليا.

## وصلات خارجية
- بيتر بينيسن على موقع مونزينجر (الألمانية)
- بيتر بينيسن على موقع إن إن دي بي (الإنجليزية)

http://www.amnestyinternational.be/doc/article4981.html
http://www.amnestyinternational.be/doc/article4982.html
http://www.amnesty.org